# Ciénega
Pour la localité en Colombie, voir Ciénega (Boyacá).

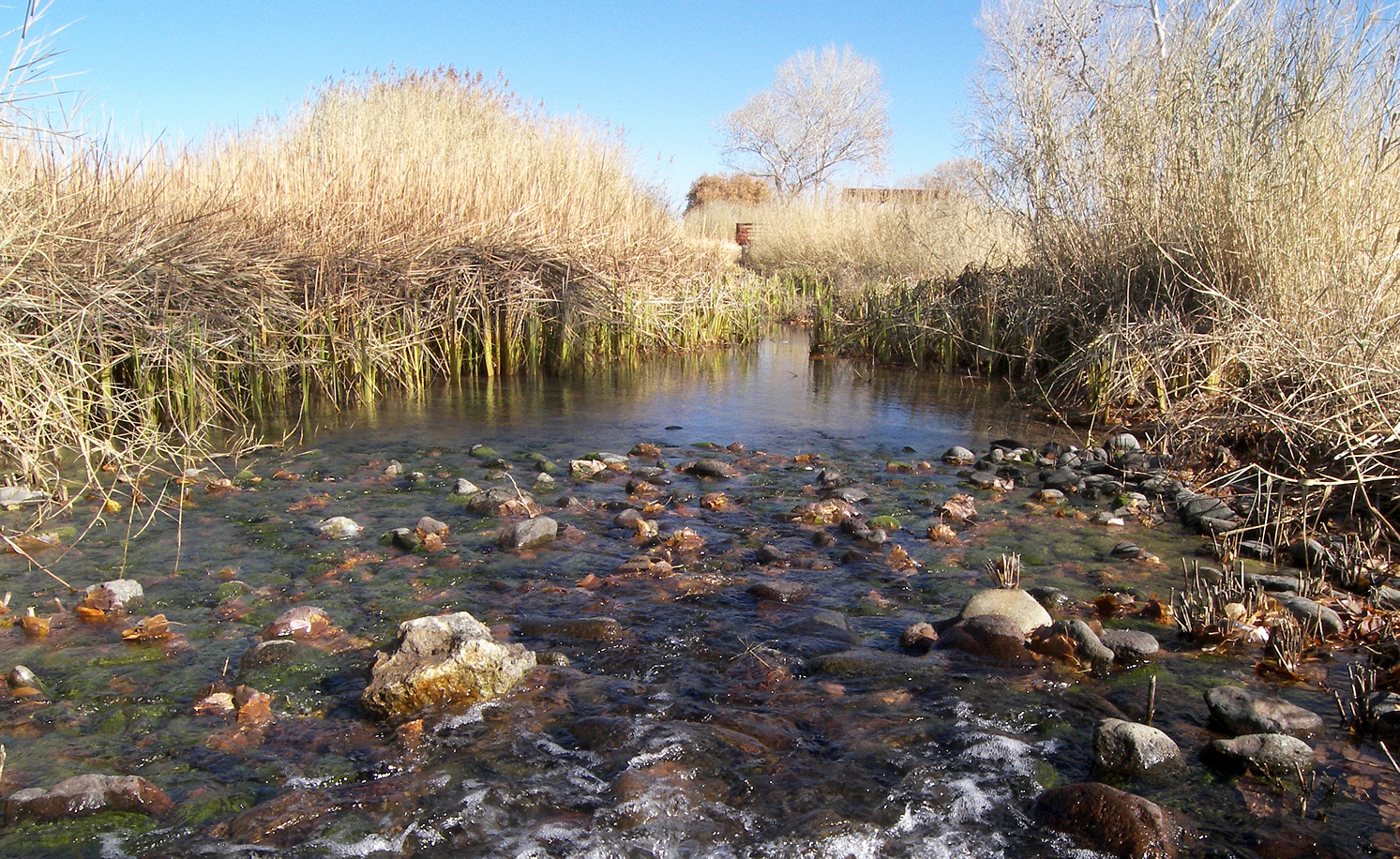
Une cienega restaurée dans le parc d'État de Balmorhea

Une ciénega (également orthographié ciénaga) est un système de zones humides unique au sud-ouest américain (États-Unis et Mexique) et à certaines parties arides d'Amérique du Sud (Argentine).
Les ciénagas sont des prairies alcalines, d'eau douce, spongieuses et humides avec des sols saturés et à faible pente, dans des paysages autrement arides qui occupent souvent presque toute la largeur des fonds de vallée.
Cette description satisfait les ciénagas historiques pré-endommagement, bien que peu puissent être décrites de cette façon maintenant. Les ciénagas altérées sont courantes de nos jours.
Les ciénagas sont généralement associées à des suintements ou à des sources, trouvées dans des canyons ou le long de rives des cours d'eau. Les ciénagas se forment souvent lorsque la géomorphologie force l'eau à la surface, sur de grandes surfaces, et pas simplement à travers un seul bassin ou canal.
Dans une ciénaga saine, l'eau migre lentement à grande échelle à partir des plaines de zones humides telles des éponges.
Les sols de Ciénaga sont spongieux, saturés en permanence, hautement organiques, de couleur noire ou anaérobies. Les carex, les joncs et les roseaux sont les plantes dominantes dans cet écosystème, avec des plantes annexes - le saule de Goodding, les peupliers de Fremont et les noyers d'Arizona dispersés - que l'on trouve sur les marges plus sèches, en bas de la vallée dans les ciénagas sains où l'eau s'écoule sous terre ou le long des rives des ciénagas incisées.
Les ciénagas ne sont pas considérées comme de véritables marécages en raison de leur manque d'arbres, qui se noient dans les ciénagas historiques. Cependant, des arbres poussent bien dans certaines ciénagas altérées (assechées).

## État actuel
Les ciénagas en bon état sont pratiquement inexistantes aujourd'hui[réf. nécessaire]. Elles sont caractérisées par un écoulement de l'eau, lent et large, à travers une végétation émergente étendue comme décrit plus haut.
Mais au XXIe siècle, l'érosion continue à l'échelle de la région, suivant l'arrivée des Européens dans le sud-ouest américain et la modification subséquente de la terre par les colons. Ces événements ont pour résultante un encastrement du débit des eaux dans des murs verticaux, entraînant un processus d'altération de plus en plus grave, un abaissement du niveau des nappes phréatiques locales et l'assèchement de la plupart des milieux marécageux, ne laissant que peu de ciénagas intactes.

Beaucoup de celles qui subsistent aujourd'hui ressemblent à des ruisseaux : étroits, incisés et continuant à se dégrader. «Depuis la fin des années 1800, les zones humides naturelles, des prairies désertiques arides et semi-arides du sud-ouest américain et du nord du Mexique ont largement disparu.»

Ciénagas dans des états progressifs de sain à mort
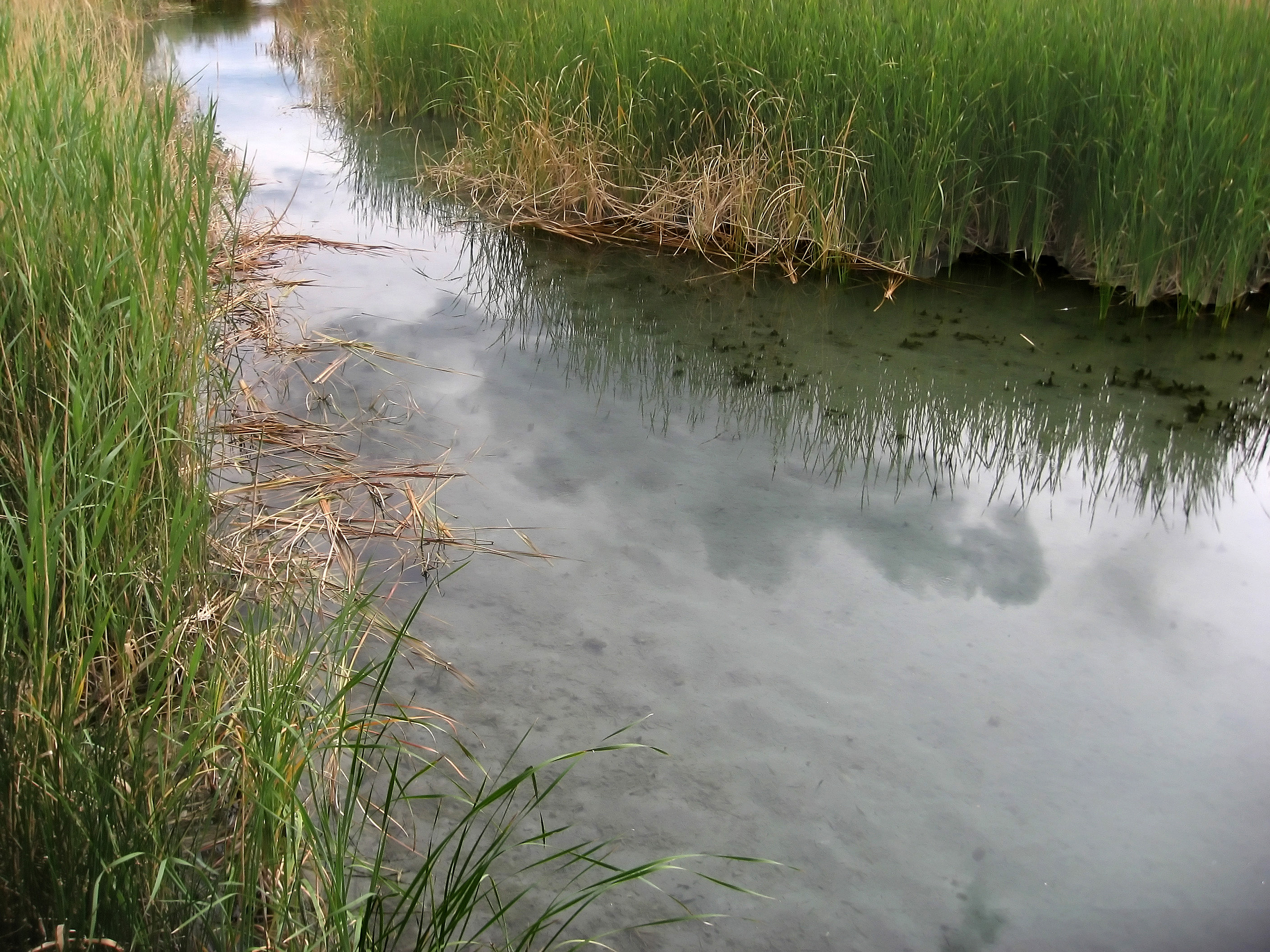
La ciénega de San Solomon alimentée par une source, près de Balmorhea, se trouve dans l'ouest aride du Texas. Les sources ont un débit énorme de 22 à 28 millions de gallons par jour. (2009)
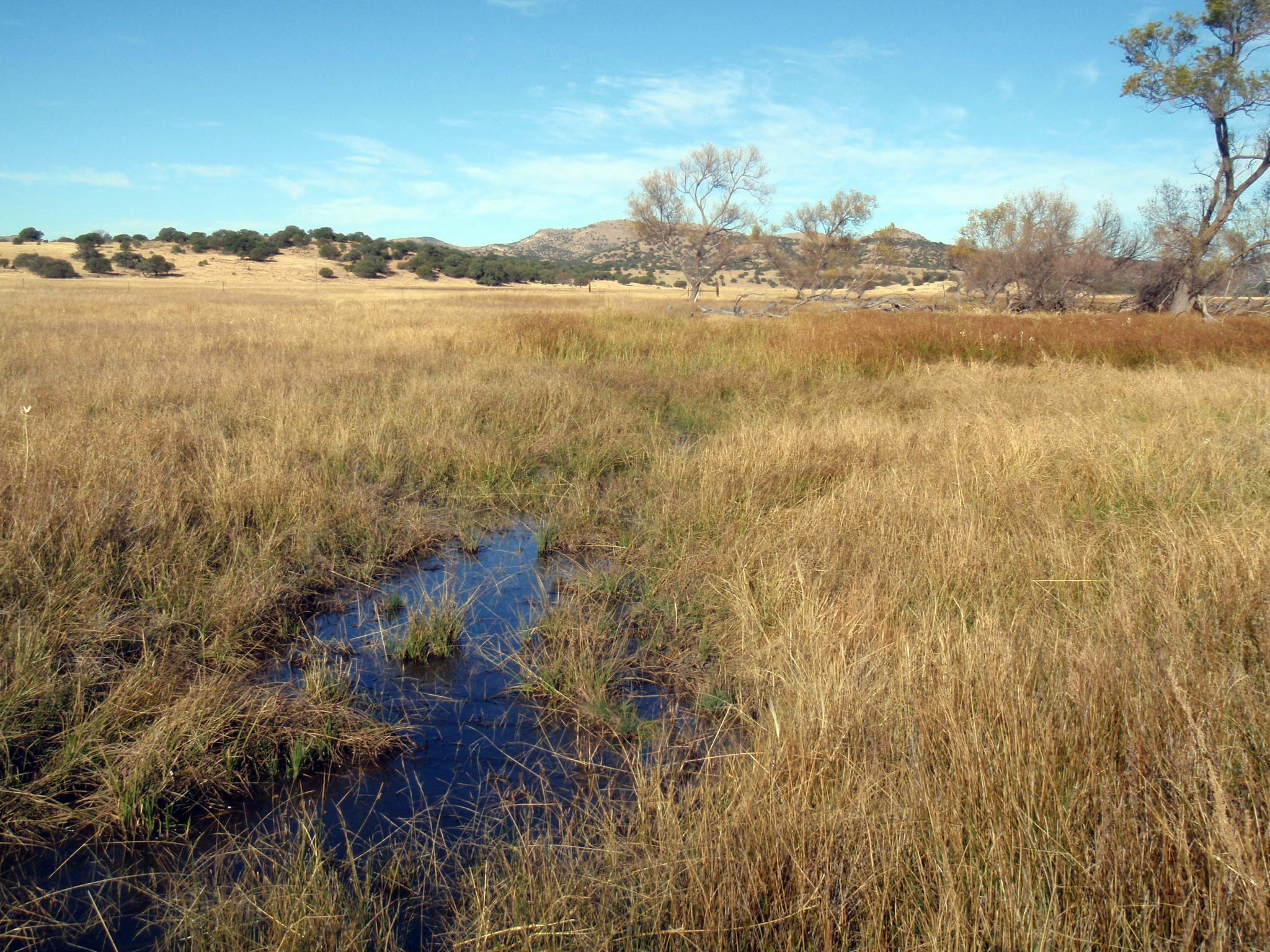
Cloverdale Ciénega dans la région de Bootheel au sud-ouest du Nouveau-Mexique. Cela illustre à quoi ressemble une ciénaga intacte dans des conditions normales : une eau semblable à un marais, large, peu profonde et migrant lentement à travers une végétation épaisse. (2008)
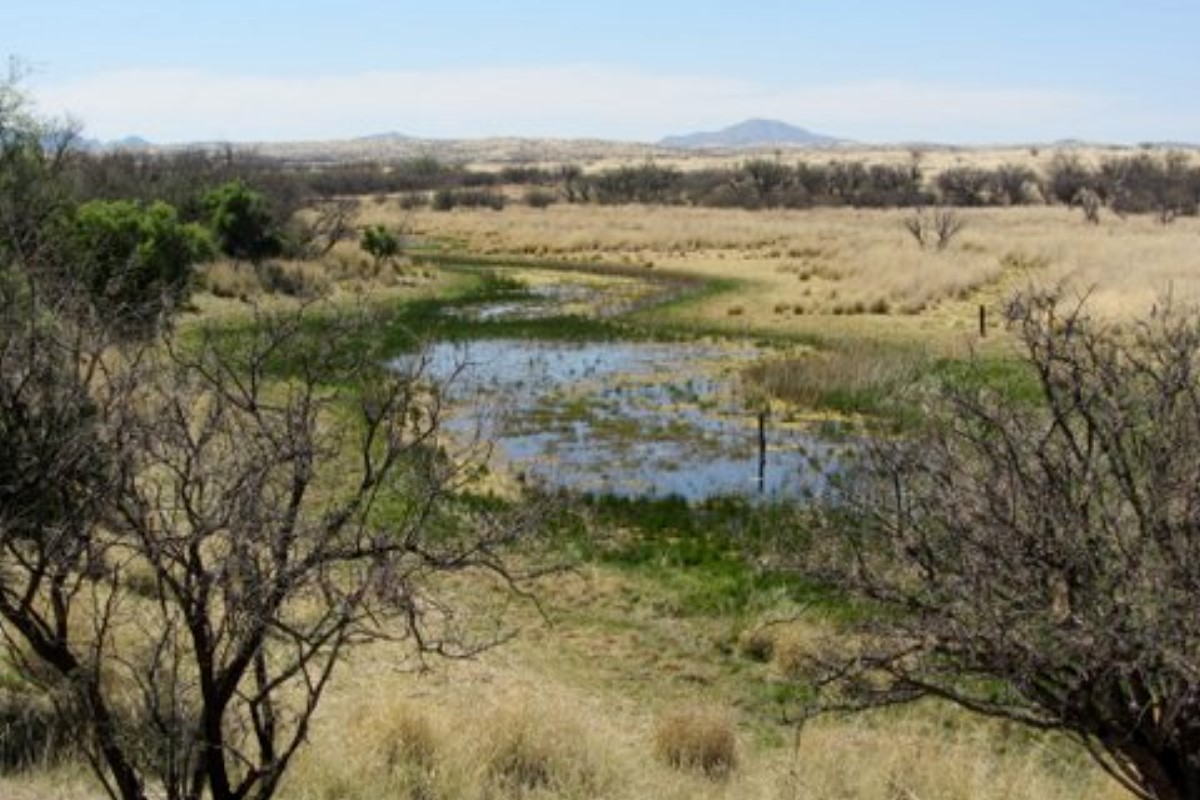
Cienequita, Las Ciénegas, au nord de Tucson, Arizona. Avec très peu d'incisions, il s'agit d'une ciénaga plus petite et fonctionnelle. (2012)
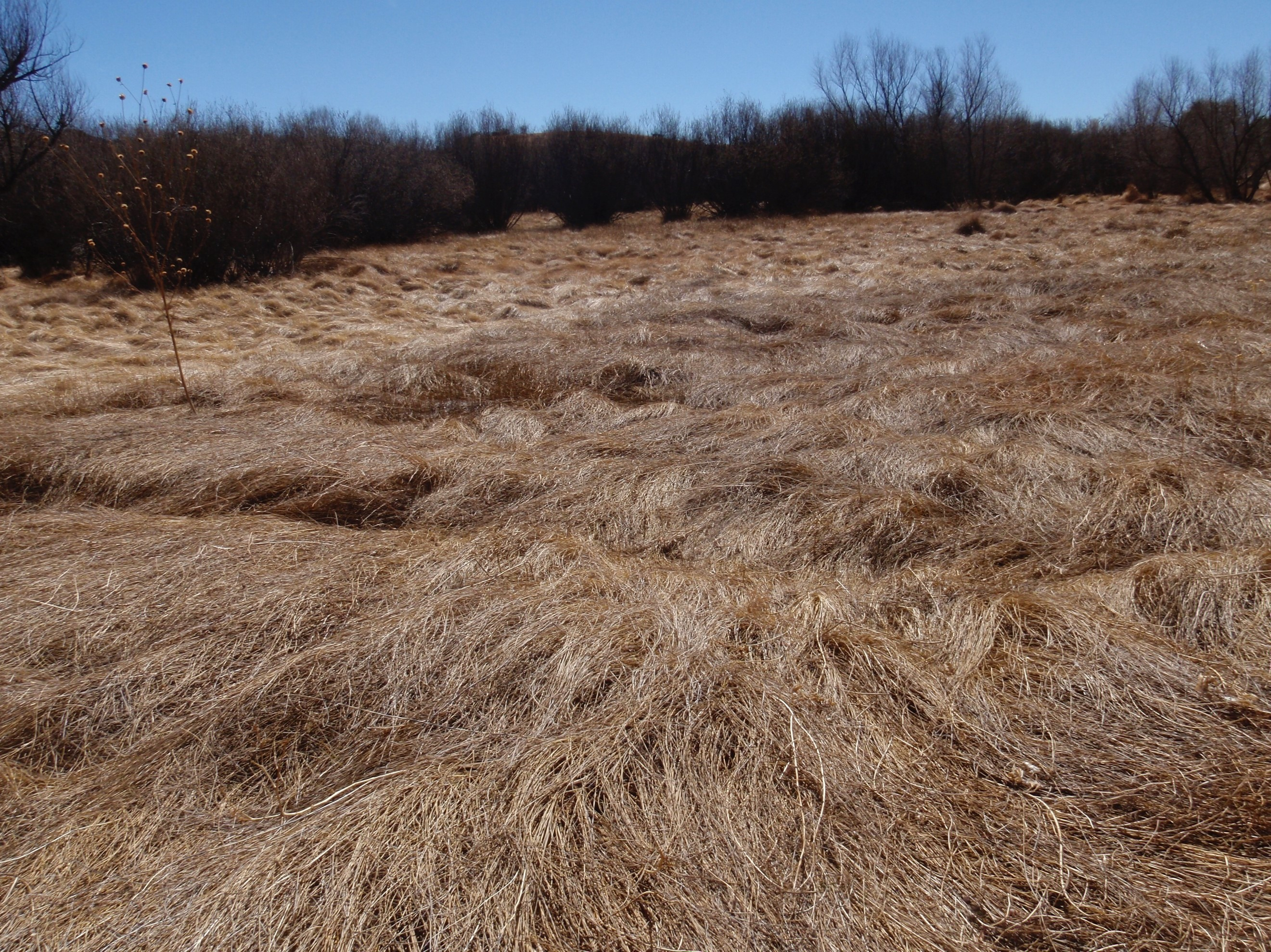
Collines de Canelo, Arizona. Voici à quoi ressemble une ciénaga saine après une inondation, l'érosion est évitée par les plantes qui se couchent et rebondissent après de fortes crues. (2009)
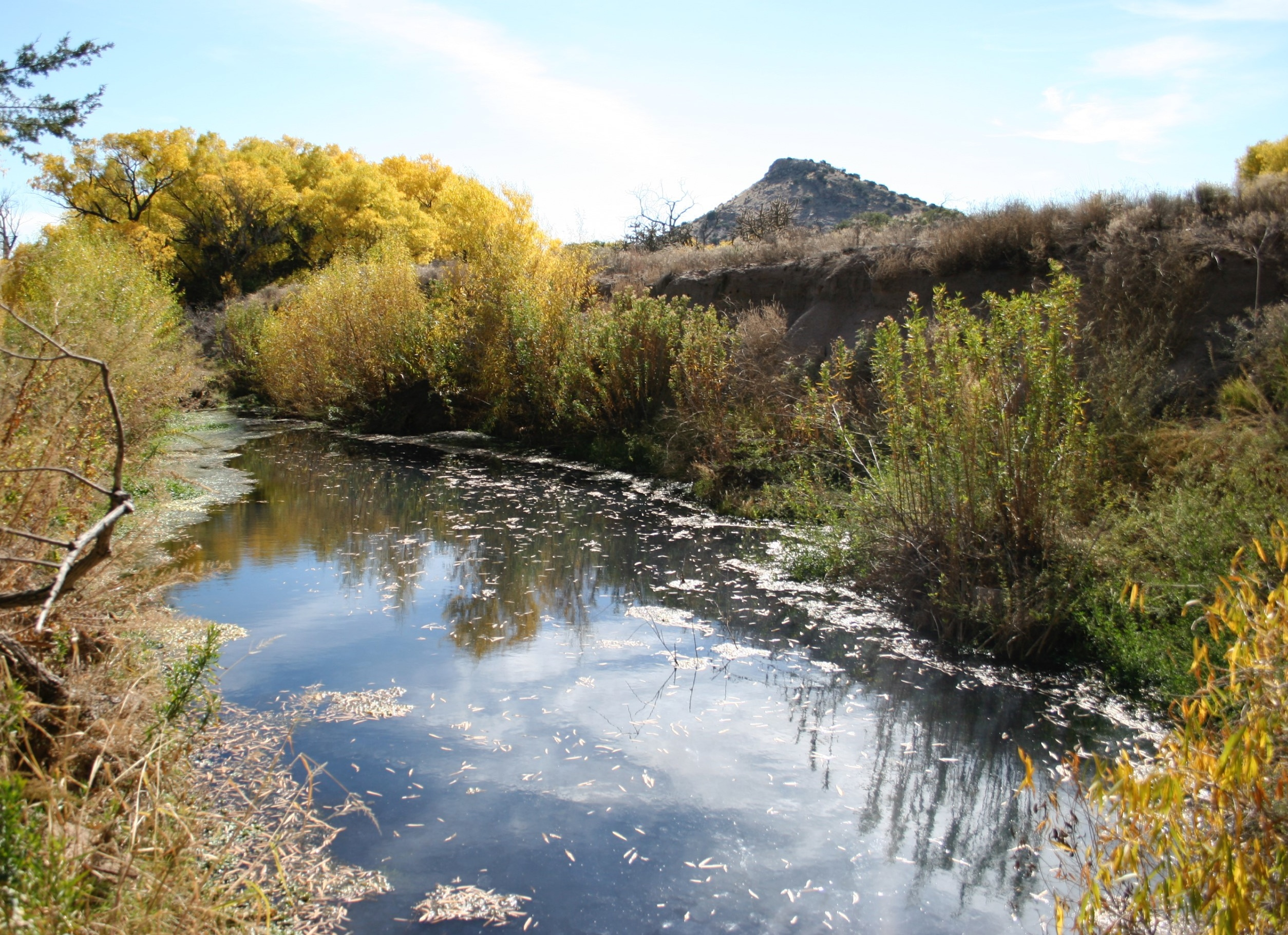
Burro Ciénaga sur le Pitchfork Ranch au sud de Silver City, Nouveau-Mexique. Aujourd'hui, bon nombre des quelques ciénagas restantes qui ont encore de l'eau ressemblent à ceci, profondément incisées par de l'eau à écoulement rapide emprisonnée entre des parois verticales. (2005)
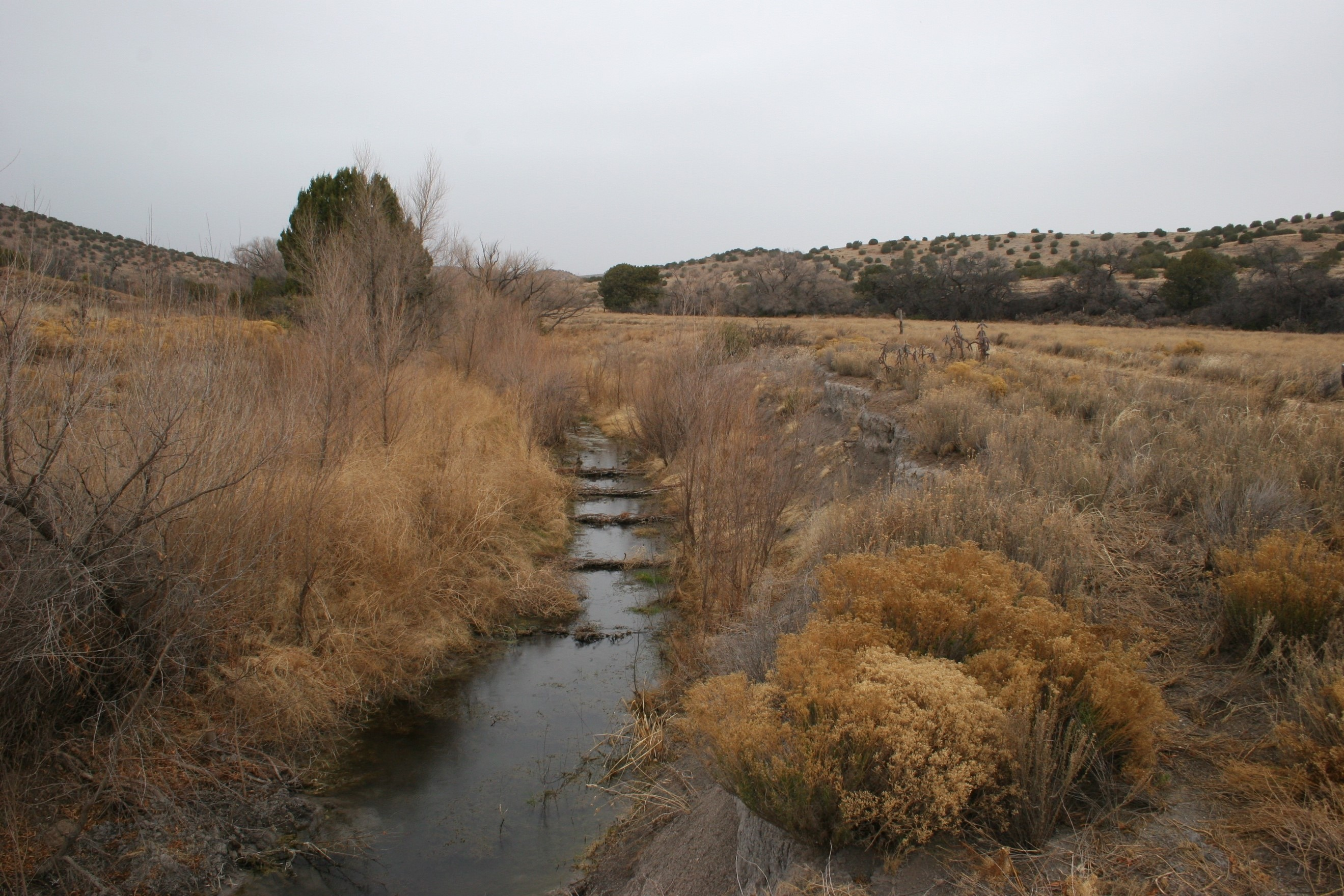
Burro Ciénaga en aval du canal à environ un quart de mile de la photo précédente. Cette section est plus sévèrement incisée et ressemble à un ruisseau: étroite plutôt que suffisamment large pour couvrir tout le fond de la vallée, atteignant historiquement les orteils du canyon des deux côtés. (2006)
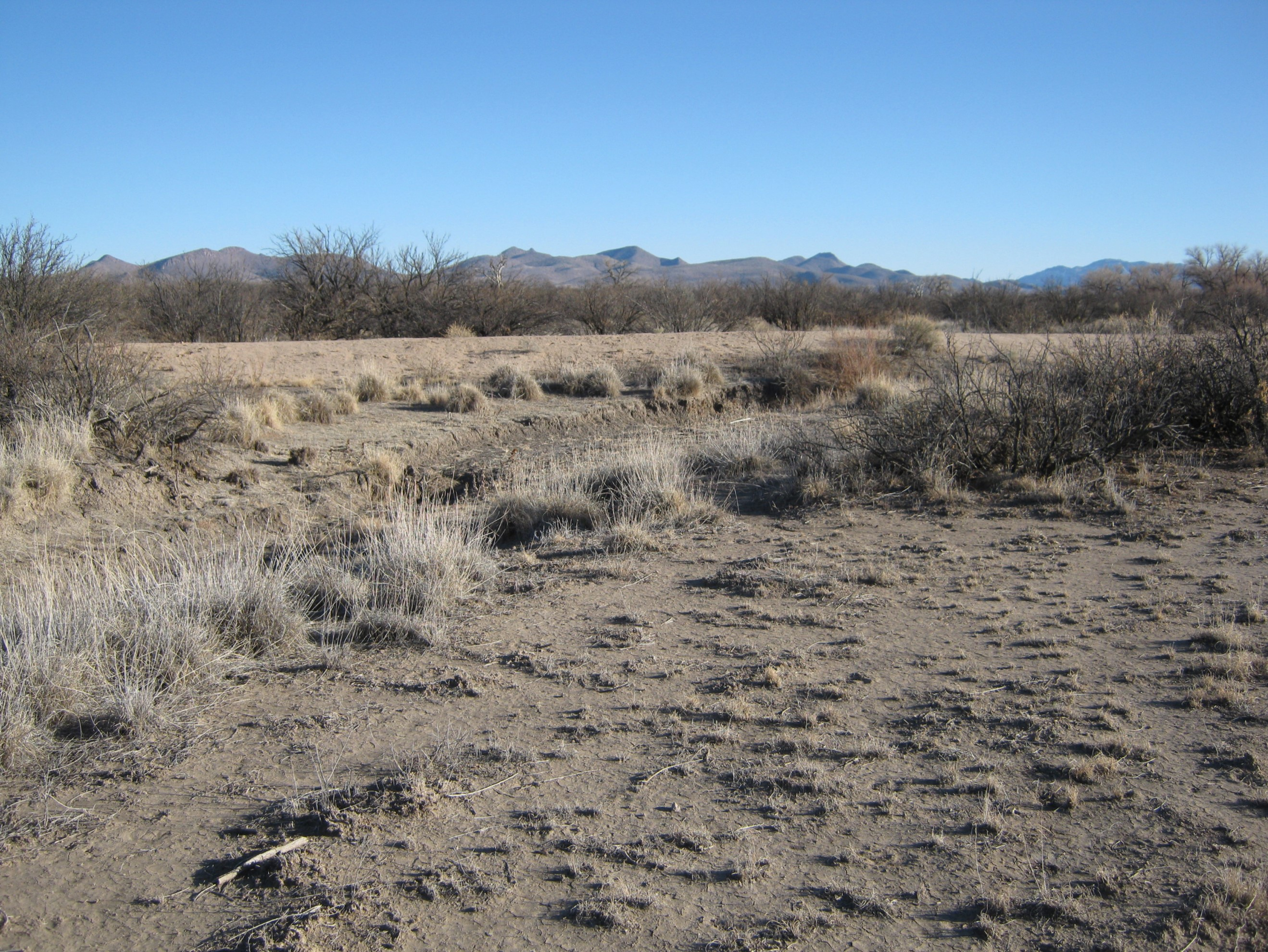
Ancien San Simon Ciénega à la frontière entre l'Arizona et le Nouveau-Mexique. Aujourd'hui morte, cette ciénaga est au-delà de toute récupération possible en raison d'un grave déficit d'eau, malgré un effort gouvernemental déterminé et de longue haleine. (2010)

## Propriétés
Les ciénegas se trouvent à des altitudes intermédiaires (1000-2000 m) et se caractérisent par des sols saturés et avec un approvisionnement en eau fiable par infiltration. Les carex, les joncs et les graminées sont les plantes dominantes, avec quelques arbres qui peuvent supporter des sols saturés, comme les saules. Les ciénegas piègent la matière organique de leur environnement et sont donc des écosystèmes hautement « productifs ».
La structure d'une ciénega naturelle est influencée par des cycles climatiques à long terme de périodes humides et sèches. Pendant les périodes sèches, la baisse des nappes phréatiques entraîne une réduction de la végétation. Des périodes humides prolongées entraînent une augmentation de la végétation et le piégeage des sédiments, tandis que de brèves périodes de fortes précipitations peuvent entraîner la formation de ravines. La croissance incontrôlée des ravins, comme cela peut se produire lorsque la végétation est supprimée artificiellement (par exemple, par le surpâturage), peut conduire à la canalisation et à la perte de la ciénega.

## Importance et conservation
En tant que principale source d'eau dans les environnements arides, les ciénegas abritent un large éventail de vie terrestre, y compris de nombreuses espèces menacées.
Par exemple, en Arizona, 19% des espèces menacées ou en voie de disparition sont directement associées aux ciénegas. Celles-ci purifient également les eaux de surface et atténuent les inondations en cas de fortes précipitations, contribuant à faire circuler les nutriments entre l'eau et le sol.
Les humains comptent également depuis longtemps sur l'eau fournie par les ciénegas : les Amérindiens utilisaient les ciénegas pour leur alimentation en eau ; ces terrains étaient également propices à la chasse. Une majorité d'établissements agricoles préhistoriques se trouvaient à proximité de ciénegas.
Les autochtones du sud-ouest américain ont également donné une signification spirituelle et rituelle aux ciénegas et aux points d'eau locaux.
Le déclin des ciénegas fut causé en grande partie par des changements dans l'utilisation des terres, principalement le surpâturage (qui élimine la végétation absorbant l'eau) et la surexploitation des eaux souterraines pour l'agriculture comme pour l'utilisation urbaine,.
L'élimination directe de la végétation à proximité des zones humides est également une cause de disparition de ciénegas, tout comme l'extinction du castor dans cette région.
La préservation des ciénegas existantes et la restauration des ciénegas dégradées dépendent de l'inversion de cette utilisation des terres et de la prévention de leur réapparition à proximité des ciénegas. Cette préservation est compliquée par le fait que la majorité des ciénegas se trouve sur des terres privées, dont la plupart n'ont pas d'accords de conservation contraignants ou de servitudes en place.

## Occurrence
Il est probable qu'il y avait plusieurs centaines de ciénagas perdues depuis longtemps lorsque le sud-ouest était un pays indien, bien qu'il n'y ait que 155 ciénagas identifiées ou nommées depuis l'arrivée des Européens dans toute la région internationale des quatre coins du sud-ouest - c'est-à-dire l'Arizona et le Nouveau-Mexique aux États-Unis et Chihuahua et Sonora au Mexique. Comme le montre le tableau 2 ci-dessous, moins de la moitié (44 %) des ciénagas connues sont fonctionnelles ou restaurables, tandis que 56 % n'ont aucun potentiel de restauration ou sont « mortes ».
| État                        | Nombre de Ciénagas |
| Arizona, États-Unis         | 66                 |
| Nouveau-Mexique, États-Unis | 61                 |
| Sonora, MX                  | 20                 |
| Texas, États-Unis           | 4                  |
| Chihuahua, MX               | 3                  |
| Coahuila, MX                | 1                  |
| TOTAL                       | 155                |

| État de Ciénagas    | Nombre de Ciénagas | Pourcentage du nombre total |
| Fonctionnel         | 40                 | 26%                         |
| Restaurable         | 28                 | 18%                         |
| Gravement endommagé | 18                 | 12%                         |
| Morte               | 69                 | 44%                         |
| TOTAL               | 155                | 100%                        |

À la fin de 2018, dans le cadre de ses efforts pour créer un plan d'action pour les zones humides dans l'État du Nouveau-Mexique, l'ancien botaniste retraité Robert Sivinski découvrit par satellite 119 petites ciénagas supplémentaires au Nouveau-Mexique. Ce nombre surprenant de ciénagas auparavant non identifiées ou non étudiées suggère qu'il pourrait en exister encore d'autres à découvrir.
Un inventaire des ciénagas fonctionnelles est entretenu à l'Université du Texas à Austin, avec un accès à de nombreux documents, cartes et autres documents.

## Galerie

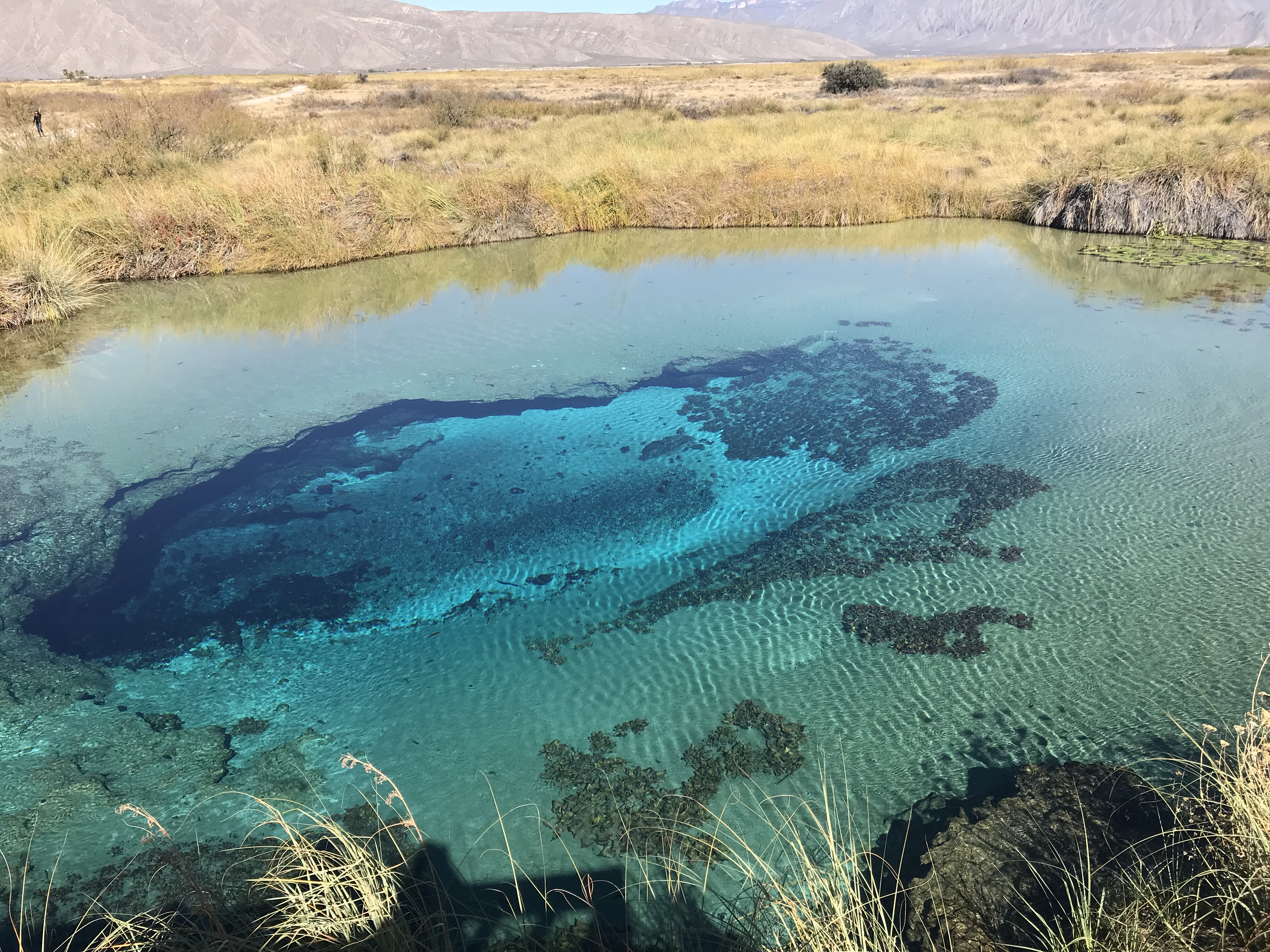
La ciénega de Poza Azul, à Cuatro Ciénegas, Mexique (2017) ;
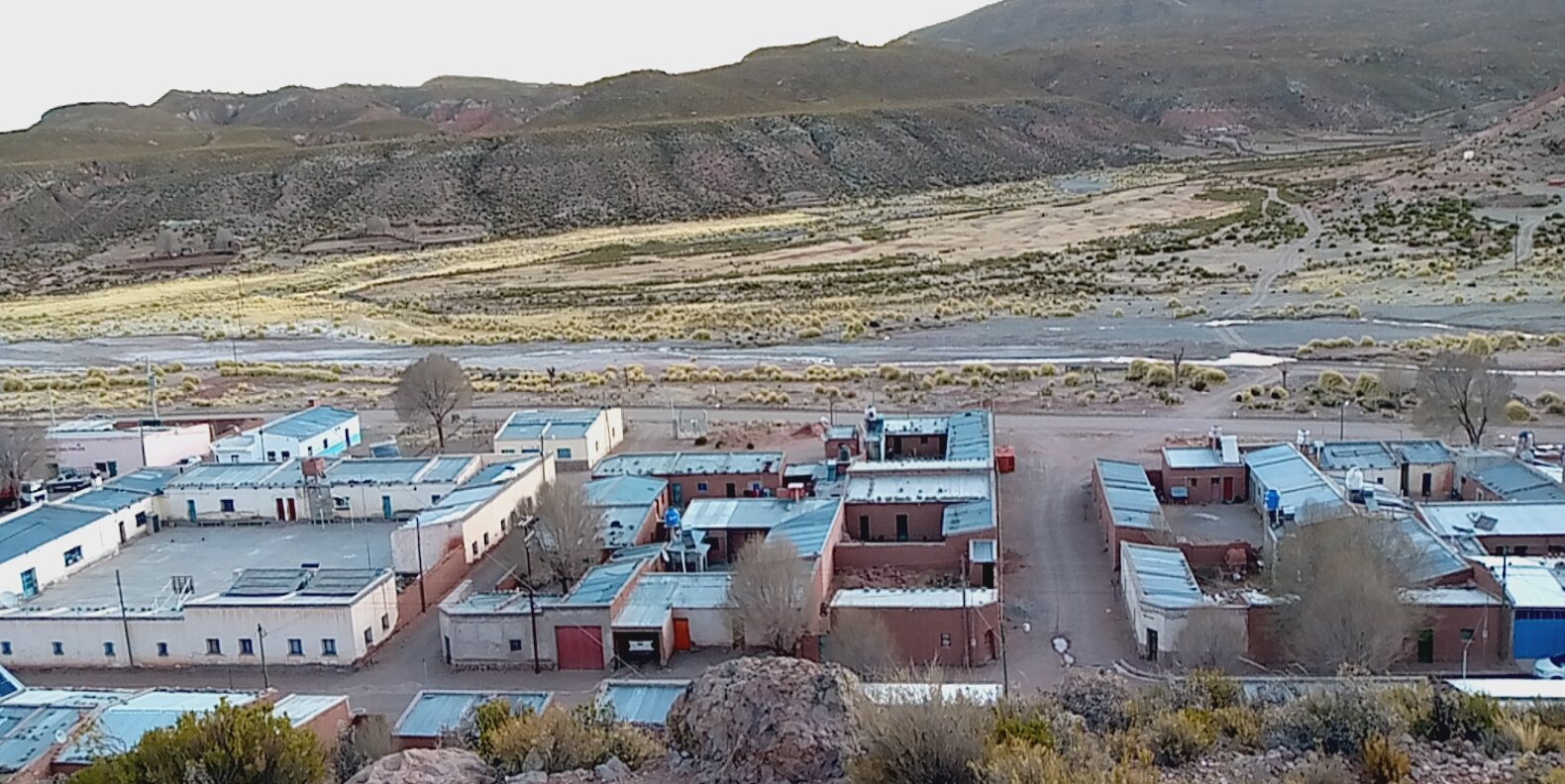
Ciénega de Paicone, Département de Santa Catalina, Argentine (2022), un exemple d'urbanisation autour d'une ciénega ;
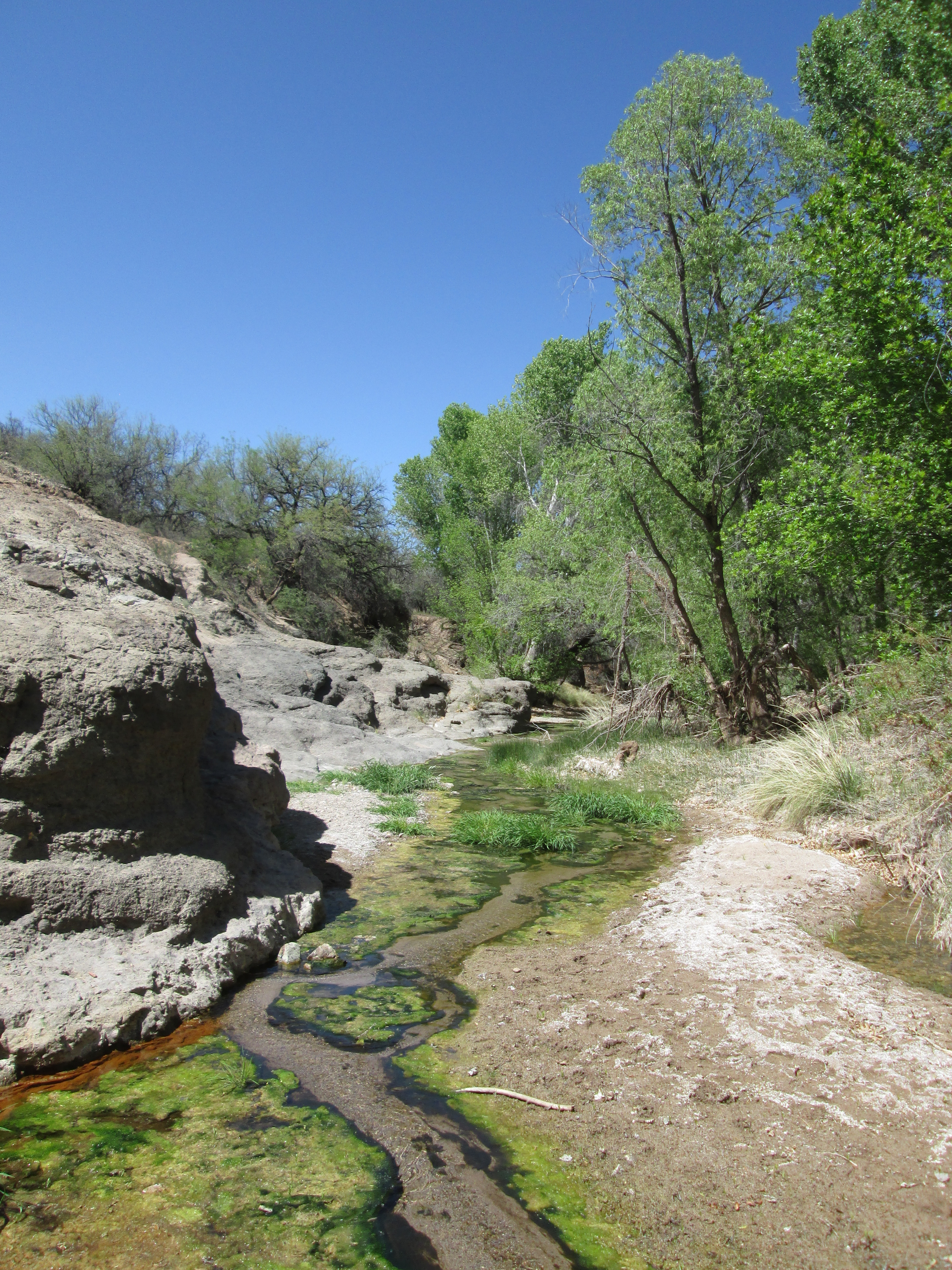
Réserve naturelle de Cienega Creek, Comté de Pima, Arizona (2014) ;
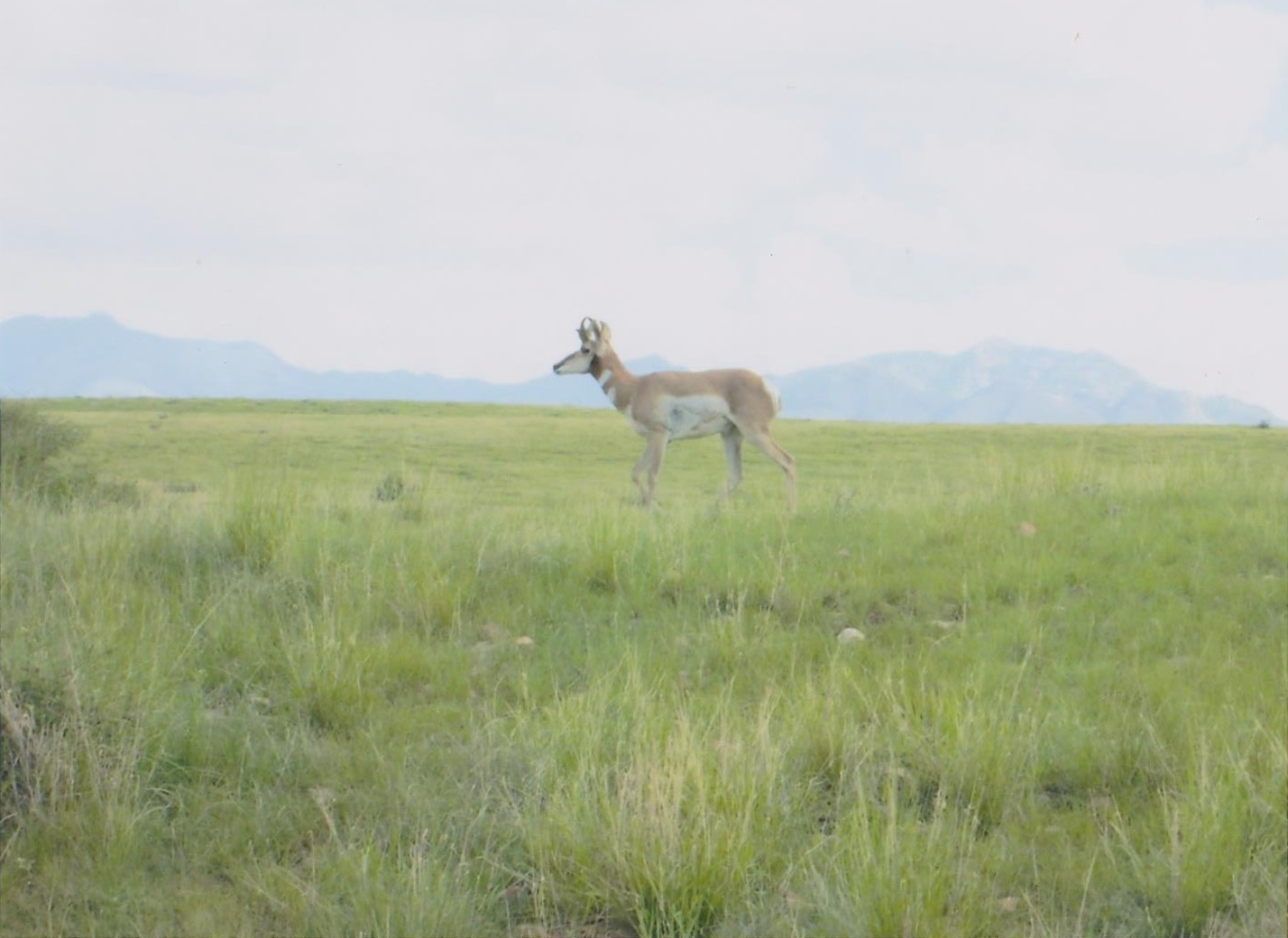
Antilocapra americana (Pronghorn) dans la Cienega Valley, Arizona (2014) ;
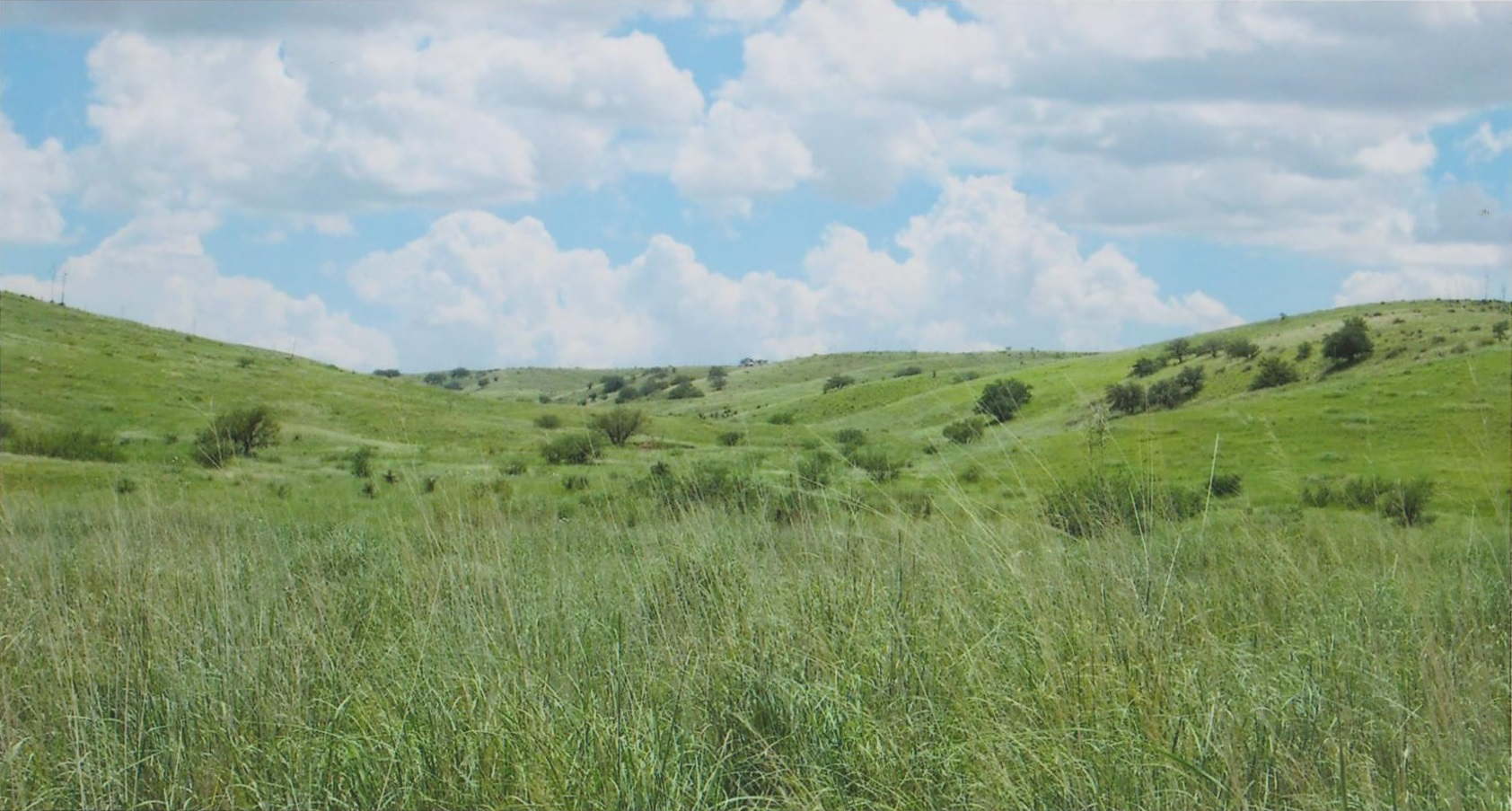
Prairie après la mousson, près de Hummel Ranch House, dans la «Cienega Valley», Arizona (2014)
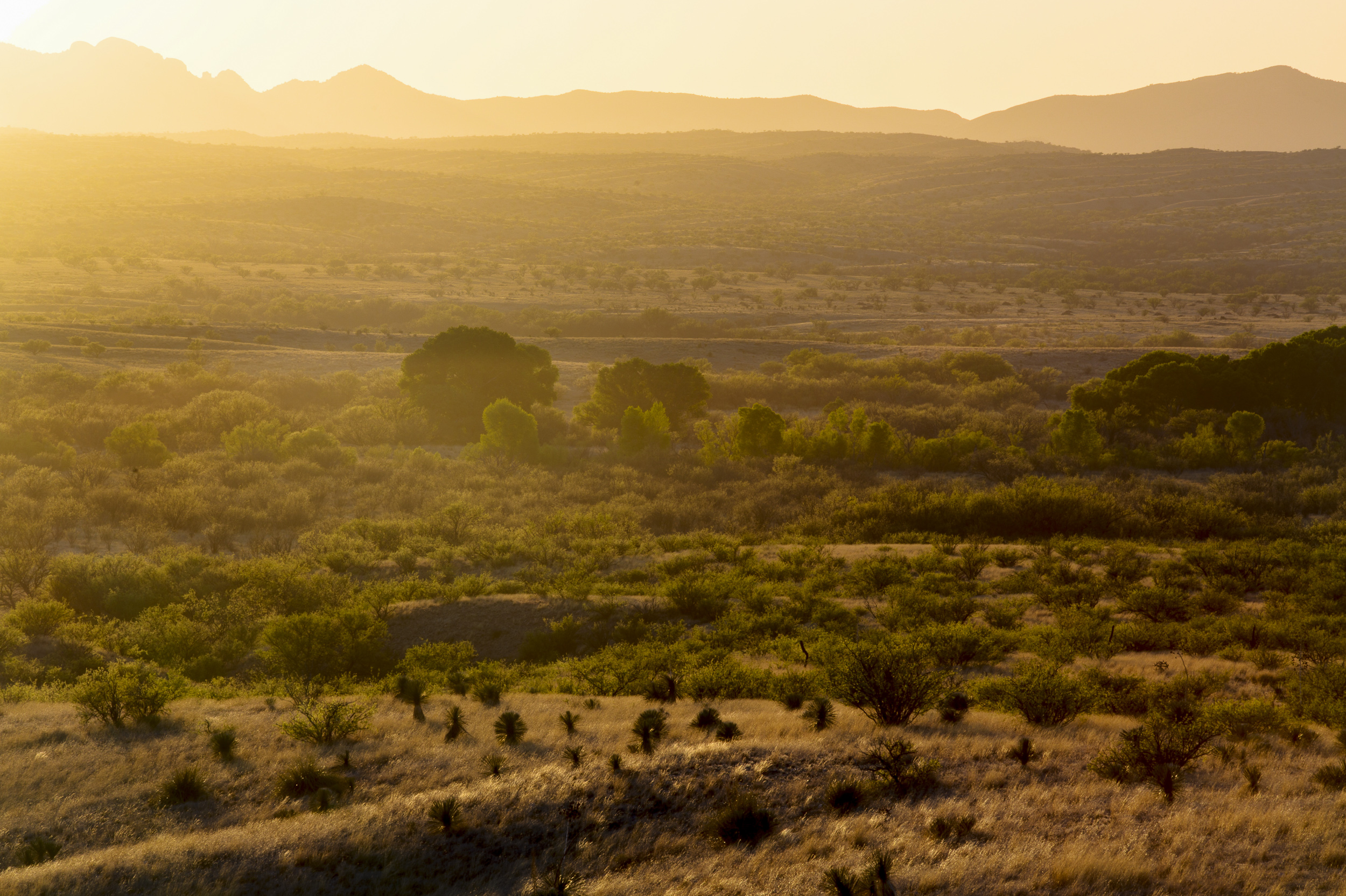
Las Cienegas National Conservation Area, Arizona (2016) ;
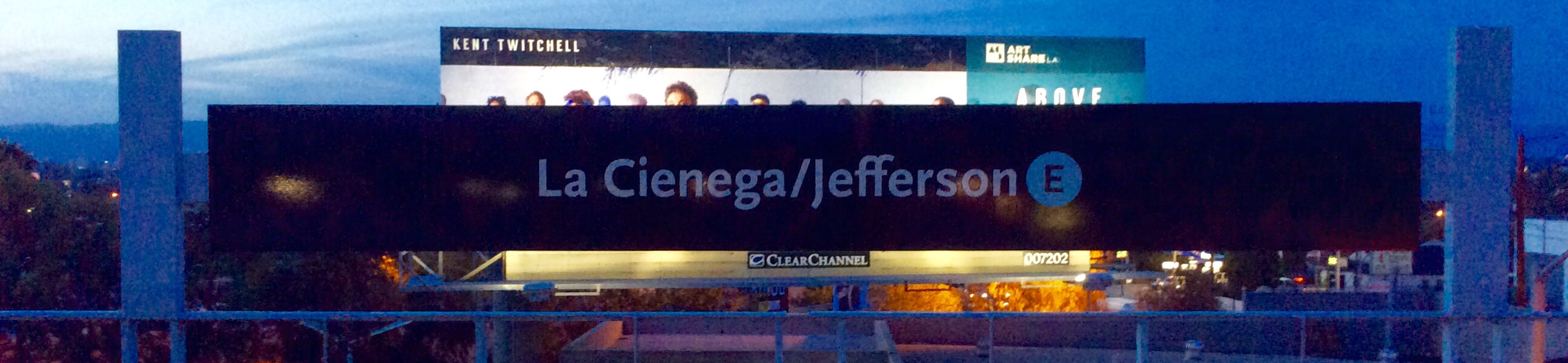
Une station du métro de Los Angeles, Los Angeles, Californie (2015).